# Thomas Morley (botanico)
Thomas Morley (1917 – 2 febbraio 2002) è stato un botanico statunitense.

## Biografia
Conseguì il "Bachelor of Arts" presso l'Università della California a Berkeley nel 1940, il Master nel 1941 e il Ph.D. nel 1949.
Nell'autunno dello stesso anno si trasferì presso il Dipartimento di botanica (oggi Dipartimento di Biologia delle piante) dell'Università del Minnesota, dove insegnò Tassonomia a fianco di Gerald Bruce Ownbey (1916-), che era Curatore dell'Erbario dell'Università. Mantenne questa cattedra sino al suo pensionamento nel 1987, al quale giunse col titolo di Professore Emerito.
Morley si specializzò nei generi Mouriri e Votomita, a cui appartengono specie arboree tropicali della famiglia delle Melastomataceae. Descrisse diverse specie di tale famiglia presenti nel centro dell'Amazzonia, dove condusse ricerche nei territori delle città di Manaus e di Belém in Brasile. Si interessò anche della flora del Minnesota (in particolare di quella autoctona) e pubblicò un libro su di essa.
Fu uno strenuo difensore della Natura e militò nell'Associazione per la Conservazione della Natura del Minnesota, giungendo a far parte del Consiglio direttivo negli anni settanta. Fu membro anche della Minnesota Nature Plant Society, con particolare riguardo per le specie rare, e si batté contro il diserbo nelle aree naturalistiche.
Con Frederic Edward Clemens (1874-1945) scrisse " Guide to Spring Flowers".
Assieme a G. Ownbey pubblicò "Vascular Plants of Minnesota: A Checklist and atlas".
Morì a 85 anni, all'inizio del 2002.

## Fonte
- Necrologio comparso su Plant Science Bulletin, - Estate 2002 (in inglese), su botany.org.

| Morley è l'abbreviazione standard utilizzata per le piante descritte da Thomas Morley. Consulta l'elenco delle piante assegnate a questo autore dall'IPNI. |

| Controllo di autorità | VIAF (EN) 39672443 · ISNI (EN) 0000 0000 8118 9909 · SBN UFIV188734 · LCCN (EN) n89643982 · GND (DE) 1056736631 · BNF (FR) cb15101233s (data) · J9U (EN, HE) 987007280233805171 |